# Абу-Грейб
Абу-Грейб, або Абу-Грайб (араб. أبو غريب) — місто в Іраку, розташоване за 20 км на захід від Багдада. Населення 189 000 осіб (2003 р.). Стара дорога до Йорданії проходить через Абу-Грейб. Уряд Іраку створив місто і район Абу-Грейб у 1944 році.
Топонім перекладається як «батько маленьких ворон» (у значенні «місце, де багато маленьких ворон»), але є підозра, що переклад має народну етимологію, і назва може бути пов'язана з gharb («захід») або ghariib («дивний, чужий»).
Абу-Грейб був відомий завдяки заводу дитячих молочних сумішей, який західні спецслужби постійно називали об'єктом з виробництва біологічної зброї. Завод був побудований у 1980 році і пофарбований у плямистий камуфляжний візерунок під час ірано-іракської війни. Під час війни в Перській затоці його розбомбили, і іракський уряд дозволив репортерові CNN Пітеру Арнетту зняти зруйновану будівлю разом із помітною вивіскою, намальованою від руки, з написом «Фабрика дитячого молока». Згодом Ірак частково відбудував завод, проте Державний секретар США Колін Павелл знову помилково назвав його заводом з виробництва зброї напередодні війни в Іраку, хоча власне розслідування ЦРУ дійшло висновку, що об'єкт було піддано бомбардуванню «через помилкове переконання, що він був ключовим об'єктом з виробництва біологічної зброї». Крім того, обстеження підозрюваних збройних об'єктів Іракською дослідницькою групою пізніше встановило, що на заводі, який деякий час не використовувався, зберігалися відпрацьовані дитячі суміші, але не знайдено жодних доказів виробництва зброї.
У місті також знаходиться в'язниця Абу-Грейб, яка була одним з місць ув'язнення політичних дисидентів за часів колишнього правителя Саддама Хусейна. Тисячі з них були закатовані і страчені. Після падіння режиму Саддама Хусейна, в'язниця Абу-Грейб використовувалася американськими військами в Іраку. У 2003 році в'язниця Абу-Грейб здобула міжнародну «славу» через тортури і знущання з боку військовослужбовців армії США в період окупації.